# لويس هيرنان كارفالو
لويس هيرنان كارفالو (بالإسبانية: Luis Hernán Carvallo)‏ هو مدرب كرة قدم ولاعب كرة قدم تشيلي في مركز الوسط، ولد في 21 سبتمبر 1949 في سانتياغو في تشيلي. لعب مع نادي أونيفرسيداد كاتوليكا ويونيون إسبانيولا.